# Jed Graef
Jedward Richard Graef, detto Jed (Montclair, 1º maggio 1942), è un ex nuotatore statunitense.

## Palmarès
Olimpiadi
- 1 medaglia:
  - 1 oro (200 metri dorso a Tokyo 1964).